# Ad-Dahhak ibn Qays al-Fihrí
Abu-Unays (o Abu-Abd-ar-Rahman) ad-Dahhak ibn Qays al-Fihrí, més conegut simplement com a Ad-Dahhak ibn Qays al-Fihrí, fou cap de la família de Qays, general i governador àrab.
Partidari dels omeies va servir com a cap de la policia (sahib al-shurta) i després com a comandant del jund de Damasc. El 656 va derrotar a al-Mardj (entre Haran i ar-Rakka) l'alida al-Aixtar que es va retirar cap a Mosul. A la batalla de Siffin va dirigir la infanteria siriana. El 659/660 va tornar a lluitar contra els alides en la batalla d'Hedjaz però enfrontat a quatre mil homes de Hudjr ibn Adi al-Kindi es va haver de retirar a Síria.
Entre el 673 i el 674 fou nomenat pel califa com a governador de Kufa en lloc d'Abd Allah ibn Khalid ibn Asid, però fou revocat el 678. El 680 Muàwiya I, a punt de morir, li va confiar la regència junt amb Múslim ibn Uqba al-Murrí i li va dictar el seu testament en què deixava hereu a Yazid I, que estava absent de Damasc. Al-Dahak va transferir el poder al designat que el va confirmar com a governador de Kufa. Sota Muàwiya II fou cap de pregària a Damasc. A la mort de Muàwiya II (684) es va aliar als governadors d'Homs i Kinnasrin en favor de l'anticalifa Abd-Al·lah ibn az-Zubayr que el va nomenar governador de Síria. Marwan ibn al-Hakam, principal cap omeia, en situació desesperada, va anar a la Meca a fer submissió a Abd Allah ibn al-Zubayr però pel camí (a Adhirat) es va trobar amb Ubayd Allah ibn Ziyad que venia de l'Iraq, i el va fer canviar de posició. Ubayd Allah es va dirigir llavors a Damasc on va aconsellar a al-Dahhak de separar-se de Zubayr i erigir-se en califa com a cap dels quraixites. Per tres dies es va revoltar però el que el seguien van restar en majoria lleials a ibn al-Zubayr i finalment al-Dahhak va tornar a reconèixer l'anticalifa. Però va perdre la confiança de molts i Ubayd Allah li va aconsellar de sortir de Damasc i reunir un exèrcit per combatre al servei de Zubayr. Al-Dahak ho va fer i es va dirigir a Marj ar-Ràhit mentre Ubayd Allah restava a Damasc.
Mentre Marwan es feia proclamar califa a Palmira, on s'havia establert, i es va casar amb la princesa mare dels dos fills de Yazid I. El poderós oncle de Yazid, Hasan ibn Malik ibn Bahdal al-Kalbi, fou convidat a Palmira, però va refusar, i Marwan es va desmoralitzar i es va dirigir a al-Djabiya, però llavors Hasan el va reconèixer, i Ubayd Allah a Damasc va fer el mateix. Així Marwan es va poder posar en campanya contra al-Dahhak i el 684 es va lliurar la decisiva batalla de Marj ar-Ràhit, en què Dahhak fou derrotat i mort.
El seu fill Abd-ar-Rahman ibn al-Dahhaq fou governador de Medina sota Yazid ibn Abd-al-Màlik.